# Георг Гессен-Дармштадтский (1669)
Георг Людвиг Гессен-Дармштадтский (нем. Georg  Ludwig von Hessen-Darmstadt; 25 апреля 1669 — 14 сентября 1705) — принц Гессен-Дармштадтский, вице-король Каталонии в 1698—1701 годах, главнокомандующий австрийской армией в начале Войны за испанское наследство (1701—1705), губернатор Гибралтара с 4 августа 1704 по 13 сентября 1705, имперский фельдмаршал (13 сентября 1699), испанский генерал-капитан.

## Биография
Родился 25 апреля 1669 года в Дармштадте. Он был вторым ребёнком в семье ландграфа Гессен-Дармштадтского Людвига VI и его второй жены Елизаветы Доротеи Саксен-Готт-Альтенбургской. В семье уже рос его родной старший брат Эрнст Людвиг, а также шестеро детей отца от первого брака. Отец умер за день до его девятилетия, и последующим воспитанием занималась мать.
В 1686 году он совершил традиционный гран-тур во Францию, где властвовал Людовик XIV, и Швейцарский союз.

### Военная карьера
Во время турецкой войны сражался с турками командованием Евгения Савойского. Участвовал в битве при Мохаче в августе 1687 года. В 1688 году 19-летний Георг стал полковником.
Впоследствии присоединился к армии Вильгельма Оранского и участвовал в его ирландской кампании 1690 года. В 1692 году присоединился к австрийской армии, где получил звание фельдмаршала. Во время Девятилетней войны воевал на стороне Аугсбургской лиги.
В 1695 году был послан императором  Леопольдом I в Испанию во главе 2 000 немецких солдат с целью помочь Каталонии в борьбе против французов. В 1697 году возглавлял оборону Барселоны, которую осадили французские войска под командованием Луи Жозефа де Вандома с суши и адмирала Виктора-Мари д’Эстре с моря. После 52 дней обороны город сдался по указанию Мадрида и вопреки воле Георга.
После войны он был награждён в Испании и сделан рыцарем ордена Золотого руна в том же 1697 году. После ухода французских войск стал вице-королём Каталонии и в документах записывался как Хорхе Дармштадтский. Некоторое знание каталонского языка и ряд проведённых им реформ сделали принца очень популярным среди народа. В 1699 году был назначен генералом кавалерии.
В 1700 умер король Испании Карл II, не оставив прямых потомков и указав преемником своего внучатого племянника, Филиппа Анжуйского из династии Бурбонов. Габсбурги хотели видеть на испанском престоле представителя своего рода. Георг был заменён на пробурбонского вице-короля Луиса Антонио де Портокарреро, и принц вернулся в Австрию.
Император поручил ему вести переговоры с Англией и Португалией о поддержке претензий своего сына Карла на трон Испании. После начала военных действий в борьбе за испанское наследство Георг был назначен главнокомандующим австрийских сил в поддержке эрцгерцога Карла в Испании. В 1704 году с 1800 воинами, преимущественно английскими и голландскими морскими пехотинцами, захватил крепость Гибралтар.
В 1705 году вернулся в Каталонию, где возглавил осаду Барселоны. Был убит 14 сентября 1705 года в битве за Монжуик. Тело принца было забальзамировано и похоронено в церкви Богоматери и Святого Иосифа в Барселоне. Его сердце в 1711 году было перевезено в родной Дармштадт, где и хранится до сих пор в Дармштадтской городской церкви.
В честь Георга названа улица в Барселоне вблизи площади Испании в округе Сен-Монжуик. В Гибралтаре в честь Георга Гессен-Дармштадтского назван полубастион принца Гессенского.